# Ferdinand Dupont
Ferdinand (Ferdi) Dupont (Wallerode, 18 januari 1942 - 10 februari 2021) was een Belgisch volksvertegenwoordiger.

## Levensloop
Dupont volgde secundair onderwijs in Sankt Vith, daarna studeerde hij aan de pedagogische hogeschool te Verviers, en vanaf 1961 was hij leraar in Bütgenbach en Sankt Vith. Van 1971 tot 1973 was hij kabinetsmedewerker van vicepremier André Cools, en van 1973 tot 1974 speciaal vertegenwoordiger op het kabinet van premier Edmond Leburton.
Hij werd lid van de Sozialistische Partei, de Duitstalige afdeling van de PS. Voor deze partij zetelde hij van 1973 tot 1980 in het Parlement van de Duitstalige Gemeenschap. Tevens was Dupont van 1977 tot 1978 namens het arrondissement Verviers lid van de Kamer van volksvertegenwoordigers. In 1980 verliet hij om beroepsredenen de politiek en werd hij verzekeringsinspecteur bij SMAP.

## Bron
- Geschiedenis van de Belgische Kamer van Volksvertegenwoordigers 1830-2002, Brussel, 2003.